# Nova Ponte
Nova Ponte es un municipio brasileño del estado de Minas Gerais. 
La ciudad tiene 70 años de historia.
A mediados de 1993/1994 la antigua ciudad fue inundada y fue creada la nueva ciudad en la parte más alta de la región, al lado de donde hoy se encuentra la represa de la central hidroeléctrica de Nova Ponte.

## Geografía
Su población en 2010 era de 12586 (IBGE - Censos 2010). Es un municipio nuevo, totalmente planificado. Nova Ponte posee algunas comunidades distantes de la ciudad como Almeida Campos; con 1400hab (50 km de distancia), Jatobá, Lucas, Teixeira, Parque de las Arvores.